# Orchidée fixe
Orchidée fixe est un roman de Serge Bramly paru le 22 août 2012 aux éditions Jean-Claude Lattès.

## Résumé
Ce roman s'inspire d'un épisode de la vie de Marcel Duchamp, lors de son escale à Casablanca en 1942, à travers l'interview d'un certain Tobie Vidal d'une connaissance de l'artiste durant cette période.

## Réception du roman
Ce roman de Serge Bramly a été présélectionné dans la première liste de 12 romans en lice pour le prix Goncourt 2012.

## Éditions
- Éditions Jean-Claude Lattès, 2012  (ISBN 978-2709633369).